# Risque biologique
La notion de risque biologique (qui recoupe pour partie la notion de risque biotechnologique) est défini pour ce qui concerne les risques professionnels  en Europe par une Directive européenne  relative à la protection des travailleurs contre les risques liés à l’exposition à des agents biologiques au travail qui est une directive particulière  visant à améliorer la sécurité au travail, la sécurité au laboratoire (laboratoire de recherche ou laboratoire médical) et de la santé au travail des travailleurs.
Les risques biologiques ne sont pas qu'infectieux ; tant s'en faut : On peut aussi parler de risque biologique à propos d'une invasion biologique (ex : moule zébrée favorisée par la création de canaux et le transport fluvial, ou d'une patrimoine historique et culturel quand il est menacé par des organismes vivant (mites attaquant les costumes d'un musée, mérule détruisant une charpente ou les livres d'une bibliothèque, etc.)
Il concerne aussi la dissémination volontaire ou non d'organismes génétiquement modifiés et/ou susceptibles de devenir invasifs.
Le contrôle et la gestion de ce risque relèvent de la biosécurité, à l'hôpital et plus généralement en contexte de soins, et au laboratoire notamment ou encore chez les troupes militaires en opération.

## Enjeux
La plupart des agents biologiques présentent la caractéristique de pouvoir se reproduire et évoluer, et de pouvoir se reproduire en infectant un hôte dans le cas des virus ou des prions.
Ceci les rend potentiellement plus dangereux pour l'humanité et les écosystèmes ou les animaux ou plantes domestiqués que la plupart des produits chimiques.
Avec la mondialisation des échanges et des flux de personnes se déplaçant de plus en plus vite et nombreuses, en raison de la diffusion déjà effective sur presque toute la planète d'espèces devenues invasives hors de leur milieu naturel (ou susceptibles de le devenir dans les contextes écologiques ou agroécologiques où elles ont été introduites volontairement ou non par l'homme), en raison de l'apparition régulières de zoonoses émergentes et de pathogènes nouveaux ou mutants, les risques pandémiques et écoépidémiologiques sont pris de plus en plus au sérieux par l'ONU (OMS et OIE notamment). Le risque de détournement à des fins malfaisantes ou de guerre (armes biologique [dont bactériologiques], terrorisme...) est également à prendre en compte.

## Règlementation
La directive européenne n°2000-54 entrée en vigueur le 6 novembre 2000 concerne tous les personnels risquant d'être exposé à des agents biologiques dans le cadre de leur travail.
Elle abroge et codifie la directive antérieure (n° 90-679) et impose aux États-membres de faire respecter des prescriptions minimales particulières visant à protéger la sécurité et la santé de ces travailleurs contre les problèmes susceptibles de résulter d'une exposition à des agents biologiques au travail : 
- procéder à une évaluation des risques (qui doit au minimum porter sur la nature, le degré et la durée de l'exposition aux agents biologiques )[15] ;
- informer les travailleurs sur la nature réelle des risques auxquels ils sont exposés ;
- éviter, autant que possible l'utilisation d'un agent biologique dangereux (quand une alternative est disponible) ;
- prendre les précautions nécessaires et utiles pour éviter l'exposition de ses employés au risque biologique, ou si cela est impossible, limiter le risque à un niveau assez bas pour protéger de manière adéquate la santé et la sécurité des travailleurs ;
- communiquer aux autorités compétentes les résultats des évaluations ;
- adopter toute mesures d'hygiène et de protection individuelle nécessaire ;
- tenir des listes des travailleurs exposés et les conserver pendant une longue durée.

Les États-membres de l'Union européenne doivent veiller à ce qu'il y ait une surveillance médicale adéquate des travailleurs ainsi qu'un suivi régulier.

## Risque professionnel et prévention
La prévention du risque biologique en milieu de travail s'appuie sur l'identification et la prise en compte de la chaîne de transmission qui va du "réservoir" initial de l'agent biologique au travailleur exposé.
La démarche de prévention passe par une réflexion sur l'organisation du travail afin d'éviter ou de limiter l'exposition, la mise en place d'équipements de protection collectifs et individuels, ainsi que l'information et la formation des salariés.

## Formation
Les principes et opérateurs de secours ou de gestion de crise étant en partie les mêmes pour plusieurs types de risques majeurs, les  formations généralistes des pompiers, de la police, des médecins ou militaires portent d'abord globalement sur le risques NRBC (risque nucléaire radiologique biologique chimique), ce qui n'exclut pas d'éventuelles spécialisations.